# فليبيس فينجبونس
فليبيس فينجبونس (حوالي 1607 – 2 أكتوبر 1678) كان مهندساً معمارياً هولندياً. كان جزءاً من مدرسة ياكوب فان كامبن، بمعنى أنه اتبع طراز الكلاسيكية الهولندية. وقد ذاع صيته في مسقط رأسه أمستردام.